# FQ Большой Медведицы
FQ Большой Медведицы (лат. FQ Ursae Majoris) — одиночная переменная звезда в созвездии Большой Медведицы на расстоянии приблизительно 2979 световых лет (около 913 парсеков) от Солнца. Видимая звёздная величина звезды — от +8,3m до +8,24m.

## Характеристики
FQ Большой Медведицы — оранжевый гигант, пульсирующая медленная неправильная переменная звезда (LB:) спектрального класса K5III.